# Frogs Baseball und Softball Club Sissach
Le Frogs Baseball und Softball Club Sissach est un club suisse de baseball situé à Sissach, près de Bâle. Ses équipes évoluent notamment en NLA et 1 Liga.

## Histoire
Le club est fondé en 1985 et participe dès 1986 à la ligue nationale B. En 1989 ils remportent le titre de cette division et jouent l'année suivante en ligue nationale B. Ils redescendent aussitôt. De 1992 à 1999 ils évoluent de nouveau dans le plus haute division du baseball suisse. En 1999, huitièmes de la LNA, ils rétrogradent en LNB ou ils évoluent en 2000 et 2001, date à laquelle ils remportent le titre de la deuxième division. Ils remontent donc en LNA, où ils évoluent encore.

## Palmarès
- Vainqueur de la coupe de Suisse: 10 septembre 2006 contre les Geneva Dragons(7 à 4).
- Champion de LNB: 1989, 2001.